# کلیپوله
کلیپوله (به اسپانیایی: Claypole) شهری در کشور آرژانتین، استان بوئنوس آیرس است که در سال ۲۰۰۹ میلادی، حدود ۴۱٬۱۷۶ نفر جمعیت داشته است.